# BILLY BAT
『BILLY BAT』（ビリーバット）は、浦沢直樹による漫画。『モーニング』（講談社）において、2008年46号から2016年38号まで 連載された。ストーリー共同制作は長崎尚志。
連載中は幾度も長期休載が行われ、単行本一巻分の内容ごとに細切れで連載していくという方式がとられていた。

## 概要
歴史の改竄と人類史の闇に踏み込んだ壮大なミステリー。善と悪、陰謀や裏切りといったことをテーマにして紀元前から西暦2063年という長い期間を不規則にジャンプしながら語られる。時系列シャッフルやオマージュ的表現が取り入られている。

## 受賞
- ルッカ・コミックフェスティバル2012 ベストコミックシリーズ賞
- グラン・グイニーシ国際コミック賞 ベスト作品賞 ［伊］
- エトナン・ヴォワイヤジュール文学際 想像賞 ［仏］
- マックスアンドモリッツ賞 最優秀賞 [独]

## ストーリー
第一部　ケヴィン・ヤマガタ編（第1巻-第11巻）
第二次世界大戦終結から4年が経過した1949年のアメリカ合衆国。ソヴィエト連邦との冷戦が始まり、「赤狩り」の嵐が吹き荒れていた。
人気アメリカン・コミック「BILLY BAT」を執筆中の日系人漫画家ケヴィン・ヤマガタの仕事場に、張り込みのための協力を求める二人の刑事がやって来る。断ろうとした矢先、刑事の一人がBILLYを日本で見たことがあると言いだす。ケヴィンは真相を確認するべく、戦後の復興間もない日本へと渡る。
復興途上の日本では国鉄の人員削減を巡って、下山総裁が難しい舵取りを迫られていた。GHQを訪ねたケヴィンは旧友のチャーリー・イシヅカと再会。彼と飲みに出かけたものの酔い潰れ、ケヴィンが意識を取り戻したときチャーリーは胸を刺され事切れていた。事件の発覚が闇市の住人たちの迷惑になると脅されたケヴィンは来栖 清志という謎の人物の提案でチャーリーの遺体を線路上に放置した。良心の呵責から自暴自棄になったケヴィンはシズの導きにより、自らが探していたコウモリの絵との再会を果たす。チャーリーが轢断死体となって発見された数日後、全く同じ形で下山事件が発生。ケヴィンは自らが陰謀の渦中に投げ出されたことを知ることになる。
そこからケヴィン・ヤマガタの運命は大きく歪みだす。ヤマガタが盗作してしまったコウモリの真の作者である唐麻 雑風と知り合ったヤマガタは雑風に弟子入りし、原稿を託される。だが原稿を読んだことがもとでシズは死亡。失意のうちに米国に帰国したヤマガタは「BILLY BAT」を元アシスタントのチャック・カルキンに奪われたことを知り、コウモリの囁きに恐れおののくことになる。
1960年代に入り、ヤマガタの熱烈なファンでもあるスミスは帰国後に消息を絶ったヤマガタを探し求め、中部の田舎町に隠遁し酒浸りのヤマガタを発見し、再起を促す。街に出てTVを目にしたヤマガタは彼が全く知らない男がチャック・カルキンを名乗っていることを知る。更にコウモリが「JFK暗殺」を予言。大統領暗殺のスケープゴートとして用意されたオズワルドという青年と接触。オズワルドは来栖の指示通りに行動することで着実に疑いがかかるように仕向けられていた。ヤマガタは深入りしないよう警告する。スミスが身内であるCIAに銃撃され、事件を阻止しようとダラスに向かったヤマガタは暗殺を目撃。その際に流れ弾から赤ん坊の命を救う。男の子の赤ん坊こそがヤマガタの後継者ケヴィン・グッドマンだった。彼を救ったことでゴールデンコーラ支社長である父親のトニーから日本旅行をプレゼントされたヤマガタは機内でモモチ親娘と知り合う。娘のジャッキー・モモチは教科書ビルでオズワルドと共に大統領暗殺の真犯人である来栖らを目撃。オズワルドが身を挺したことで命を取り留めていた。そして、コウモリの指示で和歌山県にある光森村を訪ねるようヤマガタに求める。モモチ親娘と共に光森村に向かったヤマガタはヘンリー・チャールズ・デュヴィヴィエに襲撃され穴だらけの異様な光景となった村に驚愕。雑風が村に匿われていた。雑風は“師匠”の歴史介入でデュヴィヴィエに母親の真意を伝えることで自身やヤマガタの殺害を思いとどまらせる。だが、ヤマガタはフィニーの指示で狙撃された。
第二部　ケヴィン・グッドマン編（第12巻-第17巻）
1980年代、大学生になったケヴィン・グッドマンは寄宿舎を抜け出してはストリートアートを「作品」として残していた。だが、彼の才能に目をつけたオードリー・カルキンと黒人カメラマンだけでなく、別の何者かが彼の所行を監視していた。グッドマンを追っていたカメラマンが警察官に射殺され、犯人に仕立て上げられそうになったグッドマンはスミスという隻眼の老人に助けられる。彼から護身術を学んだケヴィンは明智小太郎ことコニー・アケチからアポロ計画に隠された陰謀を知ってしまう。オードリーの招きで彼女の父チャック・カルキンの邸宅を訪れたグッドマンはそこでゴーストライターとして酷使されてきた本物のチャック・カルキンと出会う。グッドマン、オードリー、カルキンの三人はBILLY BAT奪還計画を企てる。新作として発表されたグッドマンの手による「BILLY BAT」はヤマガタ版に近いもので広くアメリカ国民に受け入れられたことで、偽チャック・カルキンは追い詰められる。
一方、歴史の暗部で悪行を重ねて来た来栖清志にも死期が迫っていた。戦国時代、フランシスコ・ザビエルによってスペインの洞窟から持ち出されて海を越えてアジアに運ばれたコウモリの巻物は、耳須 弥次郎の手を経て百地丹波に渡り、運び人となった勘兵衛は巻物の危険性を知ってこれを隠した。戦後、国鉄の保有地に存在した巻物を確保するため来栖は下山を脅迫し、殺害した。更に来栖とデュヴィヴィエは「ビリーランド・ジャパン」の建設による用地買収で巻物を入手しようと画策するも失敗。来栖が敢えて泳がせていたヤマガタはCIAに銃撃される。焦る来栖は月面到達を計画し、来栖による人類滅亡のシナリオが密かに進行していた。だが、グッドマンがBILLY BATの最終回を書き換えたことで来栖清志という男の人生はすべて書き換えられた。来栖は漫画家として日本で生涯を閉じたことになる。また、偽チャック・カルキンは病に没する。
1990年代に入り、グッドマンは予言者として注目され、本人は辟易していた。一方、来栖のためにグッドマンが好き勝手に書き換えを行ったことで、彼のコウモリとの交信能力は喪失しつつあった。そんな中、グッドマンとオードリーはダウンタウンで日系人の少年から弟子入りをせがまれる。グッドマンは彼こそが後継者だと確信する。一方、スミスは命を狙われるがデュヴィヴィエに救われる。グッドマンも実家に帰省した帰りを狙われるが自身の予言に沿って行動し、デュヴィヴィエに救われていた。カリフォルニアの「ビリーランド」地下施設でフィニーらによって続けられていた巻物の研究はモアハウスたちに乗っ取られ、フィニーも命を落とす。
2001年、グッドマンは「二つの塔」についてのインスピレーションを得ながらも酷いスランプに陥っていた。そんな彼のもとを訪れたのは成長した日系人の少年ティミー・サナダだった。グッドマンはティミーを後継者とするかについて、カルキン、デュヴィヴィエと協議するがデュヴィヴィエは「態度保留」のまま銃撃を受けて行方不明となる。一方、ティミーはグッドマンの言う「二つの塔」があるのはニューヨークだと指摘する。昏睡状態でコウモリと邂逅したデュヴィヴィエはグッドマンの命を救うことが自身の役目だと悟る。グッドマンはティミーの助言で作品作りに没頭し、「二つの塔」が示すのはニューヨークにある世界貿易センタービルだと確信。これを衆知させて人命を救おうと奔走。ビデオメッセージでの啓発やBILLY BAT作中での言及などを画策する。
グッドマンが奔走しているのをよそに、バツイチで一人娘マギー・モモチの母親となっていたジャッキーの許にコウモリからのメッセージが届く。他方、雑風のファンで協力者だった山下はアルバイトから身を立てて経営不振に陥っていた「ビリーランド・ジャパン」の経営再建に成功し、社長にまで出世したものの本社の意向で突然首を切られる憂き目に遭っていた。雑風の墓参りをした山下はコウモリの影が東に飛び立つのを見て渡米。偶然にも数十年ぶりにジャッキーと再会する。そして、山下の食い意地が偶然にもグッドマンとジャッキーを引き合わせる。コウモリがジャッキーに託したメッセージは「ティミーにはコウモリが見えていない。アイツは大嘘つきだ」というものだった。オードリーはグッドマンの奇行ぶりに見切りをつけ、原稿の差し替えやビデオメッセージの放映中止を画策。ジャッキーからの伝言で何を信じるべきか見失ったグッドマンのもとにデュヴィヴィエが現れ、予言された地はシカゴだと助言する。その後、デュヴィヴィエは自らの半生への贖罪のため世界貿易センタービルに入り、人々に避難を呼びかけた。そして、シカゴに移動しようとしたグッドマンが目撃したのは旅客機がビルに突入する様だった。
アメリカ同時多発テロは起きてしまった。グラウンドゼロでグッドマンはデュヴィヴィエを探し求める。ジャッキーはまたしてもアメリカを襲う悲劇の現場に居合わせたことに煩悶。二人はヤマガタ版BILLY BATを扱うコミック専門店で偶然にも再会する。名場面を互いに再現しあううち、ビリーが小悪党を更生させるために言った「師匠を捜し求めろ」という台詞を思い出す。ジャッキーは危篤状態のヤマガタに付き添っていたが帰国を余儀なくされてしまう。そして、ヤマガタと共にスペインのバスク地方にある洞窟に向かう約束をしていたことをグッドマンに打ち明ける。
一方、デュヴィヴィエの死でグッドマンがもう戻らないとカルキンも確信していた。そして、ティミーから路線変更を切り出される。「テロとの戦いに傷ついた人々をコミカルなBILLY BATで励ましたい」というティミーの申し出にカルキンも応じる。だが、ティミーの実の父親は偽カルキンだった。アドルフ・ヒトラー総統の命令を忠実に実行した男は「BILLY BAT」という作品で「世界に幸福をもたらした」。だが、病死直前に彼が願ったのは「BILLY BAT」で「世界を不幸にすること」だった。ティミーは父の遺命を遂げようとしていた。
第三部　二人のケヴィン編（第18巻-第20巻）
2015年、北京とモスクワに「ビリーランド」がオープン。ティミー・サナダは「BILLY BAT」の作者として衆知され、経営権を巡るオードリーとの法廷闘争にも勝利。追い出されるオードリーは捨て台詞として「ティミーの描くビリーにはときめかない」と言い放ち、紙媒体のBILLY BATの出版権だけを手に去って行く。その頃、グッドマンはヤマガタの消息を求めて中東に居た。2002年にスペインに向かったグッドマン、山下、ジャッキーとマギーは“その時は近い、急がば回れ”という日本語のメッセージとビリーのイラストでその地をヤマガタが訪れたことを確信する。そして、スミスの終焉の地に辿り着いたグッドマンは彼の遺書を読んで涙する。その少し後、モアハウスらコウモリ研究チームは洞窟奥に辿り着くが落盤事故でモアハウス一人を残して死亡。生き残ったモアハウスも13年間寝たきりの状態に陥っていた。彼の病室を見舞ったティミーはコウモリにまったく興味がないことを告げ、ビリーバット歴史研究所を受け継ぐと宣言し、「カルキンエンタープライズ」の力で中国やロシアを打倒すると宣言する。出版権を元に再起を狙うオードリーは大手出版社には全く相手にされない。そして、偶然目にした「フジぽん太郎」という短編漫画を一読したオードリーは思わず泣いてしまう。それこそケヴィン・ヤマガタの新作だった。同じく、余生を海辺のコテージで過ごすチャック・カルキンの手許にも同じ作品が置かれていた。カルキンはハウスメイドにその作者こそ真の天才だと告げる。その頃、テロリストたちの支配域となっている中東で子供たちに漫画の書き方を教える老人がいた。だが、イスラム教の戒律で偶像崇拝を禁ずるテロリストたちは子供の落書きにも厳しく、身代わりとなった老人は腕を切り落とされてテロリストたちに連行される。オードリーはケヴィン・ヤマガタの復刻作品を扱う倒産寸前のトーゴー出版に乗り込み、「ケヴィン・ヤマガタ」と「ケヴィン・グッドマン」の「BILLY BAT」でティミーに対し反撃に出ると宣言。何故と問われたオードリーは「こっちがホンモノだから」と即答。その頃、グッドマンは村に辿り着き子供たちの証言でヤマガタの最期を悟る。
グッドマンは帰国し心筋梗塞で倒れた母と認知症の進む父親の介護をしつつ、漫画家復帰の道を模索していた。ティミーの描くビリーバットは戦争を描いた荒んだ内容になっており、グッドマンとカルキンはティミーを後継者にしたことは間違いだったと悟る。一方、ドキュメンタリー映画監督の道を志すマギーは学校で伝説の映画監督・明智小太郎が存命していると聞かされ、教師にインタヴューを命じられるのだが、マギーは小太郎から遭うなり助手にされる。動画サイトで投稿されては削除されるコウモリの地上絵。それは黒蝙蝠教団という謎の宗教団体が描いたものだった。マギーは明智と共に教団の秘密を探るべくきな臭い中国のチベットに向かうことになる。チベット行きに反対するジャッキーはコウモリの声を聞いてしまったことや、関わって亡くなった人物たちのことを娘に打ち明ける。余計に好奇心に駆られたマギーはチベットに向かうが予想以上に進んだ大気汚染の洗礼を受け意気消沈していたときコウモリの「黒蝙蝠教団を確かめ教祖がニセモノなら殺せ」という声を聞いてしまう。ティミーも事実を知り「ビリーバット歴史研究所」を使って始末を命じる。一方、オードリーの商売は順調だった。二人のケヴィンが描いたビリーバット復刻版の売れ行きは予想以上。オードリーはグッドマンに新作の執筆を依頼するが、グッドマンはヤマガタ版の方が人気があるだろうと言い放つ。だが、オードリーはグッドマンに寄せられたファンの声を残していく。思いも寄らぬほどの人々がグッドマンに期待していた。その中にチベットの砂漠でファンたちが描いた巨大なビリーの地上絵の写真にグッドマンはかねてから頭にあった延々と続く砂漠のインスピレーションを符号させる。そんなとき、ジャッキーから電話が入り、コウモリの声を聞いてしまったチベットにいるマギーを助けて欲しいと頼む。グッドマンはチベットに旅立つ。一方、業を煮やしたティミーは中国に赴き「黒蝙蝠教団」の殲滅を依頼する。マギーと明智は現地でガイドを雇い険しい山道を進む。高山病に苦しむマギーだがコウモリの声に促されて進むが、人民解放軍の検問にひっかかる。そこで金を請求された二人の前に現れたのはグッドマンだった。明智は40年ぶりにグッドマンと再会したことにホンモノの予感を感じ興奮する。教祖のいるという洞窟に向かった3人は門番に押し留められビリーを描くよう命じられる。そのとき板きれに描かれた“新作”を持った男が現れる。そのタッチを見てグッドマンはビリーを描き、洞窟に入ることを許される。洞窟で蝙蝠に導かれた先で待っていたのは山下だった。山下は“先生”のマネージャーを務めていた。洞窟一面に描かれたビリー。山下が案内した先にいたのはヤマガタだった。両腕を失いつつも口でペンを使い辺り構わずにビリーを描いていた。師匠との出会いにグッドマンは感激する。グッドマンは長年「ファラオの呪い」の続きを描くことに取り組んでいた。そして、隻眼の賢者となったマーロンのイラストに答えを見出す。ヤマガタはグッドマンが続きを描いてもいいが条件として「描いて描いて描きまくる」ことを命じる。ヤマガタはビリーよりも湧き出すフジぽん太郎のアイデアに興奮していた。そんな中、人民解放軍の部隊が迫っていた。蝙蝠の様子で危機を悟った山下たちは事前に入念な準備をした脱出ルートで脱出するが、ルートを知らない3人は皆の足手まといになる恐れがあった。グッドマンはヤマガタから漫画家として迷ったときに選ぶ道を行けと促される。グッドマンは直感を頼りに洞窟を進み、脱出に成功。ヤマガタから次のスーパームーンにバスクの洞窟に向かい本物のビリーに遭えと促される。
グッドマン、明智、ジャッキーとマギー親娘はバスクの洞窟に向かう。グッドマンは来たくても来られなかったデュヴィヴィエとスミスを似顔絵にし、ジャッキーは父ランディとオズワルドの写真を携えていた。コウモリの声と気配を感じるモモチ親娘は洞窟を進む、だがグッドマンが転落する。グッドマンは自分の置かれた状況が原始人が洞窟内で転落して気を失い、光を求めて進んだ先でコウモリに出会う場面の再現だと先に進み、“3匹”に分裂したビリーと対面を果たす。そこで最期に残された地球の悲惨な運命について知らされる。
一方、かつてはケヴィン・グッドマンの彼女で現在はやり手弁護士として大企業相手の訴訟を扱うモニカ・ラウラ弁護士が「カルキン・エンタープライズ」を相手に五億五千万ドルの訴訟を起こす。モニカが危惧するのは地球の未来とティミー執筆のBILLY BATの人気凋落により「カルキン・エンタープライズ」に支払い能力が無くなることだった。ティミーと対面を果たしたモニカはティミーから水源の汚染はシェールガス採掘によるものではなく、地球温暖化によりメタンが地中から吹き出していること、土壌汚染は経済優先のために乱開発したことが原因だと指摘。モニカから「カルキン・エンタープライズ」の社会的意義を問われたティミーは水源を確保しエネルギーを確保することで全世界のビリーファンを救うことであり、自らを「預言者」だと力説する。そんなティミーにモニカはBILLY BATを執筆できるものならしなさいと促す。そして、スーパームーンで天啓を受けるのはティミーでなく、ケヴィン・グッドマンだと言い放ち出て行く。ティミーはモニカの「駆除」を命じる。「ビリーバット歴史研究所」の職員たちは既に読む価値もないBILLY BATのために殺されるモニカを憐れみつつも自動車事故での殺害を謀る。モニカはダウンタウンの一画に列を成す人々のところに向かいかけていた。モニカの窮地は突然割り込んだオードリーの車によって防がれる。フジぽん太郎の新刊発売に列を成すお客にもしものことがどうすると怒鳴りつけるオードリーの迫力に職員たちは退散する。モニカもケヴィン・ヤマガタの新刊を求めていた。そんなモニカにオードリーは死の床にありながら師匠ヤマガタへの謝罪のため執念で生きるチャック・カルキンのためヤマガタを探して欲しいと依頼する。モニカは敏腕ぶりを発揮してヤマガタを探し当て病床のチャックと会話させる。謝罪を続けるカルキンにヤマガタはカルキンはグッドマンへの橋渡しという役目を果たしたと告げ、グッドマンの新作BILLY BATという大仕事が待っていると告げる。カルキンは漫画家の矜持と共に逝った。そして、モニカとオードリーはケヴィン・グッドマンが無事に啓示を受けていることを願う。
2032年、世界は終末の刻を迎えていた。ティミーは西部の田舎町で執筆に励むケヴィン・グッドマンのもとを訪れる。紙の入手にも困窮し、経済的にも破綻したケヴィンはモニカを妻にして尚も創作に励んでいた。ティミーはなにがBILLY BATだ。たかが漫画だろと罵倒する。彼が叩いていたのはハリウッドサインだった。
2063年、仲間たちの死体に囲まれた兵士ジョニーはすでに味方の司令部も壊滅状態だと知る。彼の私物はプリントアウトした恋人との写真とビリーバットの最終巻だけ。近隣の村を探索していたジョニーはうっかり地雷を踏んでしまう。目の前には銃を構えた敵兵のセルゲイがいた。彼も2時間前に村に到着して地雷を踏んでしまったのだった。お互いがBILLY BATのファンであることを知った二人は死者の村で唯一人生き残った少年を保護するため共闘。賭けに出たジョニーの地雷は爆発せず、少年を保護した後、セルゲイの地雷も除去する。
BILLY BAT最終巻を読んだ少年は「沢山勉強して世界を救う」ことを心に誓った。

## 登場人物
ビリーバット
ケヴィン・ヤマガタの描く同名の大人気アメリカン・コミックの主人公。ニヒルな性格でコミックの中では、ハードボイルドな私立探偵を演じている。実は「コウモリ」の分身。

### BILLY BATおよびコウモリの描き手
ケヴィン・ヤマガタ
第一部（第1巻から第11巻）および第三部（第18巻-完結巻）の主人公。1925年生まれ。BILLY BATの初代作者。
アメリカ合衆国の漫画家で、日系2世。日本名は「山縣 金持（やまがた きんじ）」。代表作は『BILLY BAT』。日本では人気映画スターの池部良に見間違えられるほどの二枚目。コウモリが見えるようになるが、それによって自身の人生を歪ませることになる。ジャッキー曰く「世界中の不幸を一身に背負ってしまったような思い詰めた表情の漫画家」。
和歌山県光森村で何者かに銃撃されて以降の消息は不明だったが、スーパームーンの夜にバスクの洞窟を訪ねて本物のビリーと対面。世界各地を転々としつつ、新作を発表する。中東で子供たちを庇ってテロリストに襲われ両腕を失うが、却って描くことへの情熱が増す結果となり、「黒蝙蝠教団」の教祖と崇められながら、作品の構想を練り続ける。BILLY BATの続編をグッドマンに託し、晩年のライフワークとした「フジぽん太郎」を完結させた後、100歳を過ぎて他界した。
「BILLY BAT」以外の作品として「テキサス捕物帖　ピストルヘアー荒野を行く」や「フジぽん太郎」（全21巻）などがある。
【作風】
三白眼が特徴のハードボイルドなビリーを主人公にした、本格的な探偵漫画。ビリー以下、登場人物たちは動物で描写される。他の作品も、同様にキャラ作りが丁寧で、脇役でさえ人を虜にしてしまう魅力を持つ。このため、大人のコアなファンが多い。ビリーはコウモリ探偵ながら、「飛ぶ」のは最後の手段として、滅多に使わない。独特の台詞回しで、ファンにはそれぞれ好みのシーン・名台詞・お気に入りのキャラクターがいる。
チャック・カルキン（真）
ケヴィン・ヤマガタの元アシスタント。小ぶりで近視。度の強い眼鏡と大きな鼻が特徴。来日後、消息を絶ったヤマガタに、替わりBILLY BATの連載を引き継いだ、真の2代目作者。謎の人物から、破格の条件と譲渡証明を見せられ、新しい路線のBILLY BATを連載するようになる。その男に名前を取られ、30年に亘りゴーストライターとして、コミカルで愛らしい路線のBILLY BATを描いた。2代目作者として世間に知られる偽チャック・カルキンの大成功の陰で、奴隷のような扱いを受けていたが、オードリーの引き合わせたケヴィン・グッドマンの作品を目にして、彼こそがBILLY BATの正統な後継者であると認め、偽チャックの目を盗み、編集長にグッドマンの原稿を渡すという「クーデター」を敢行する。贖罪のため、グッドマンへの継承で、自らの罪を清算するべく、拳銃自殺を図ろうとするが、グッドマンの言葉に救われた。グッドマンが3代目となって以降は、彼のアシスタントとなる。コウモリの存在に関しては何も知らず、彼の描いたBILLY BATはオールドファンからは「偽物」と扱われる。
2015年時点で現役を完全引退。海辺のコテージで余生を送り、海の描き方を模索し続ける。ティミーを後継者にしたことを後悔し、ヤマガタとの再会を願い続ける。
2018年に、オードリーの依頼を受けたモニカが、西部で執筆活動を続けるヤマガタを発見。ヤマガタに謝罪するが、BILLY BATの連載再開をするグッドマンのアシスタントとして忙しくなるとヤマガタから励まされ、漫画家としての情熱とともに他界する。
【作風】
人気者のビリーが、仲間たちと繰り広げるドタバタコメディ。TVの普及もあって、アニメ化され、世界中の子供を虜にした。商業的にも成功を収め、「カルキンエンタープライズ」という一大帝国を築き上げる。
ケヴィン・グッドマン
第2部（第11巻 -第17巻 ）、第3部（第18巻-完結巻）の主人公。
ゴールデンコーラ社長の息子で、大金持ちの御曹司だが、それを鼻にかけず、天真爛漫に振舞う青年。父親は白人・母親が黒人というムラート。父親がBILLY BATの大ファンだったことから、“真の作者”であるケヴィン・ヤマガタに因み、ケヴィンと名付けられた。赤ん坊の時、JFK暗殺の現場で、流れ弾からヤマガタに命を救われている。
80年代以降、ゲリラアーティスト“ゴールデンバット”として、BILLY BATの壁絵を描いていたが、それに着目したオードリーばかりか、来栖らコウモリを追う組織に、命を狙われるようになる。スミスの助けを借りて難を逃れ、彼から身を護る術を学んだ後、本物のチャックから認められ、3代目「BILLY BAT」の作者になる。作風がヤマガタに似ているため、オールドファンをも納得させる作品として、ブームを巻き起こす。来栖の月到達によって、地球が終わる形での最終回を避けようとし、来栖に漫画家としての才能を与えることで、その未来を回避した。だが、結果的にそれが、コウモリにも制御不能な未来を招いてしまう。ベルリンの壁崩壊を作中で予言した形になり、世間から「予言者」と思われていることを疎ましく思うようになり、実家に帰省した際に幼少期に描いたBILLY BATを通じて、最後の交信を交わして以降はコウモリと交信できなくなる。
2001年、「二つの塔」についての予知をしたものの行き詰まり、ティミーに後を譲ろうとする。ティミーの助言で、アメリカ同時多発テロの全容を知り、阻止行動に出るが、ジャッキーに託された「ティミー・サナダにはコウモリが見えない。アイツは大嘘つきだ」というコウモリのメッセージを聞いて混乱。デュヴィヴィエの「嘘」で移動しようとした時、ビルに旅客機が突っ込むのを目撃。恩人デュヴィヴィエの死のショックで落ち込んでいたが、同じく落ち込んでいたジャッキーとコミック専門店で再会し、ヤマガタが果たせなかったことを知る。スペインに赴き、ヤマガタの生存を確信すると、共にもう一人の恩人であるスミスの死も知る。以後、師匠のヤマガタを探して世界中を旅し、中東でヤマガタらしき老人の最期を聞かされる。その後、漫画家としての再起を足掻いていたがチベットでヤマガタと対面。「描いて描いて描きまくれ」とハッパをかけられた後、エクストラスーパームーンの晩にバスクの洞窟にて3つに分かれてしまっていたビリーと対面。やがて訪れる凄惨な未来を予言されるが、世界中を旅して感じた「命は尊く」「人と人はどうして許し合えない」という気持ちを作品として残したいと願う。それこそがコウモリの導きと数多くの奇跡、使命を帯びた人々に守られた自身の使命だったとビリーに諭される。敵役マーロウの生存をヒントにして未完となっていた「BILLY BAT／ファラオの呪い」の続編を執筆。モニカ・ラウラを妻としてヤマガタ同様に生涯を漫画に捧げ、100歳を過ぎて「BILLY BAT／ファラオの呪いの巻」を完結させた後、他界した。
【作風】
ヤマガタ版ビリーを基本踏襲し、三白眼のビリーが探偵として世界的な陰謀に立ち向かうという内容。後期はかなり難解かつ複雑なミステリー路線になり、大人のファンから支持されるがライトなファン層が離れる結果になった。作中で様々な出来事が予言されているため、3代目は予言者だという噂が立つ。その後、チベットでヤマガタと感動の対面を果たし、未完となっていた「BILLY BAT／ファラオの呪いの巻」を書き上げた。
ティミー・チャールズ・サナダ
スラム街で育った日系人の青年。UCLAの大学生で品行方正。正義感が強いように見えるが、どことなく暗部を覗かせるミステリアスな性格をしている。少年時代にグッドマンから才能を見出され、ストーリーをつけて持ち込むよう誘われていたが10年後にBILLY BATを作品として仕上げグッドマンに持ち込む。オードリーは当初ゴーストライターに仕立て上げるつもりだったが、グッドマンの猛反対によりグッドマンとの連名でBILLY BATを発表。彼を4代目作者と認めるかに関して、グッドマンとチャックは認めたがデヴィヴィエは「態度保留」のまま行方不明に。その後、グッドマンの意志で「ゴーストライター」でなく「共同執筆者」からグッドマンの事実上のリタイアで4代目作者となる。2001年同時多発テロの発生とその後訪れる混沌とした世界を予言している。
実は偽チャックの私生児。父の果たせなかった夢を実現するため「カルキン・エンタープライズ」の経営権を異母姉のオードリーから奪った後、巨大企業による世界支配を狙って水源と資源を独占する。
「カルキン・エンタープライズ」の掌握後は人相が変わり、漫画家として描くことも難しくなる。自分以外の描き手と邪魔な人物の「駆除」を求めるようになるが次第にBILLY BATの執筆そのものに行き詰まり、ファン離れを起こしてしまう。ビリーランドを全世界に100カ所以上建設し、全世界の水源の80％以上と50％の系列企業を持つが急速に老化。2032年にグッドマンを訪ねるが漫画家としての情熱をすっかり失っており、老耄してBILLY BATを罵倒する。
【作風】
カルキン版のビリーの路線を踏襲しつつ、ビリーの服装などが現代風にアレンジされた。子供受けする内容で人気も急上昇した。作画がデジタル方式になり、3Dキャラクターによる映画化もされている。だが、混沌の時代に戦争をテーマにした内容になり、ファン離れが進んでしまう。更に内容も支離滅裂となってしまった。
唐麻 雑風（からま ぞふう）
紙芝居描きから赤本作家に転身した漫画家。戦後すぐに出版した『こうもり小僧の大冒険』という漫画が人気を博す。来日したヤマガタから弟子入りされる。スキンヘッドの男を「師匠」として慕い、彼の言葉を忠実に守ったまま亡くなる。戦前に来日したアインシュタインからコウモリの危険性を聞いている。また師匠の消息を追って渡米した際にヤマガタの父親に命を救われ、幼いヤマガタとも出会っている。「下山事件」など戦後の日本で起きる謎の事件を作中で予言したことから命を狙われるようになり、和歌山県の光森村に身を隠し、自身を慕う山下少年を弟子とする。
グッドマンの描き替えた過去では手塚治虫、来栖と並ぶ日本の戦後三大漫画家の一人とされている。
ペンネームの由来はカラマーゾフから。
“師匠”
本名不詳の自称漫画家。スキンヘッドに頬髭、欠けた歯が特徴の大男。胸にコウモリの入れ墨を持つ。獄中で出会った雑風にコウモリの絵を見せた。その後、渡米し、やがて産まれる「悪魔の子」ヘンリー・チャールズ・デヴィヴィエを巡る暗闘で命を落とす。

### 描き手たちの関係者
スミス
CIAのエージェント。スミスはコードネーム。恰幅の良い白人の中年男で頭髪は薄く、テンガロンハットを被る。ヤマガタ版BILLY BATの大ファン。コウモリの存在を知ったことから組織を追われ、ヤマガタの消息を追って彼が匿われているアメリカの片田舎を訪れる。そこでコウモリの囁きに精神を病みアルコール依存症の廃人同然に陥っていたヤマガタを再起させる。JFK暗殺の陰謀を予知したヤマガタが組織から狙われると彼を庇って銃弾に倒れる。
その際に左眼を失ったものの来栖の手で救出され生かされる。グッドマンが狙われるようになると彼を守るため現れる。グッドマンがヤマガタの後継者として仕事を成し遂げると現役を引退し、老人ホームで暮らすようになる。ヤマガタの行方を追う組織から命を狙われるがデヴィヴィエに助けられる。
グッドマン宛の遺書を残しており、その中で自身の本名を明かそうとしているが止めた。
チャック・カルキン（偽）
本名不詳。世間的にはBILLY BATの二代目作者。ビリーを低年齢向けのコミカル路線に方向転換させ、子供たちから人気者のキャラクターとして商業的に広めることに大成功。巨万の富を築き上げ、TVアニメーションや遊園地などのサイドビジネスをも手がけるカルキン・エンタープライズという帝国の創始者。アニメ版BILLY BATでは自ら登場し、彼の顔と名前を知らない者は全世界にいないまでの有名人となる。
だが、その背後でデュヴィヴィエらのエージェントを使ってBILLY BAT模作の描き手たちを抹殺。「BILLY BATを描くと何者かに殺される」という話が都市伝説として広まる。本物のチャック・カルキンをゴーストライターとして使役していた。だが、真チャックが連載の継続を拒否。オードリーとチャックの裏切りによりグッドマンの作品が世間を賑わせるようになると愛人宅に入り浸る生活に陥り、日系人女性で元恋人のナオミから自身の息子を紹介された後、闘病生活に入る。最期まで生きることに固執し続けたが亡くなる。
その正体はユダヤ人で少尉として捕虜収容所に居たことしかわかっていない。ヒトラーからの依頼でコウモリの絵を広めるように指示される。
オードリー・カルキン
偽チャックの娘。高慢で鼻持ちならぬ女性。幼少期に真チャックのアトリエに忍び込んだことがあり、父親が彼から名前を奪ったことを知る。芸術家を見抜く才能と卓越した経営手腕を持つ。グッドマンを見出し、彼を真チャックに引き合わせる。グッドマンがBILLY BATの後継者となると父から経営権を奪って帝国の後継者となる。だが、父の死後、父の偉大さに気づいた。
アメリカ同時多発テロ事件を作中で予言し、ビデオメッセージで全世界に警告しようとしたグッドマンの意向を裏切って「そんなものはなかった」ことにし、グッドマンからティミーに作者変更させた。だが、2015年にティミーが起こした法廷闘争で敗北。カルキンエンタープライズに関する資産をほとんどすべて失う。手元に残ったのは「紙媒体のBILLY BATの出版権利」だけだった。ホンモノを見抜く目に偽りはなく、チャックとティミーのBILLY BATは認めず、二人のケヴィンが描いたBILLY BATこそがホンモノだと確信している。ヤマガタ作品を扱い続けた零細出版社のトーゴー出版を見事に再建し、紙媒体のBILLY BATで成功を収める。
グッドマンの行動を妨害したことでアメリカ同時多発テロで多くの犠牲者を生んでしまったことを後悔。自分と二人のケヴィンだけが真相を知るゴーストライターだったチャック・カルキンの念願を叶えた上で、その死も看取る。モニカから本当は心の優しい女性だと指摘された通り根は心優しく情誼に脆い。学生時代のケヴィン・グッドマンがモニカと交際していたことも知っている。生涯特定のパートナーを持たず独身を貫いた。
ヘンリー・チャールズ・デヴィヴィエ
頭髪の後退した紳士然とした人物。人当たりが柔らかく日本語も堪能。ゲイリー、シシー夫婦の息子。かつては偽チャック・カルキンの命令でチャック以外のコウモリの描き手を始末していた。だが、ヤマガタに心を、雑風に命を救われて改心し、BILLY BATの描き手を守る側に回る。モアハウスの部下に拷問されかけたスミスの命を救う。グッドマンの護衛役兼BILLY BAT模作の真贋鑑定人として協力していたが、ティミーの鑑定に迷い、結論を出さないまま何者かに銃撃され、身元不明の人物として病院で昏睡していた。昏睡状態の最中にコウモリの託宣を受け、スミスの助言に従い行動。グッドマンを守るために「嘘」で彼を世界貿易センタービルから遠ざけ、自身は一人でも多くの人命を救おうと奔走。グラウンドゼロで命を落とす。
トニー・グッドマン
ゴールデンコーラ社長にしてケヴィン・グッドマンの父親。黒人社員だったダイアンに一目惚れし、ニューヨークで挙式を上げるものの親戚一同の猛反対に遭う。コウモリに導かれたランディの働きで妻と目出度く結ばれる。ダラスへの転勤に際してKKKによる黒人殺害に遭遇するが勇気を出して告発した。その後、支社長として成功を収め、やがては社長となる。ケヴィン・ヤマガタの熱心なファンであり、一人息子に彼の名を付けたほど。自宅には彼の作品のほとんどが置かれており、それが息子の情操教育の道具となった。JFKの暗殺現場で流れ弾から息子の命を救ったヤマガタにお礼として日本旅行をプレゼントした。ヤマガタに勝るとも劣らぬ才能をもった息子の良き理解者であり、最初のファンでもある。だが、本心ではゴールデンコーラを息子に受け継いで欲しいと願っていた。
2018年、認知症が進み、いわゆるまだらボケの状態にあり、社が保護する水源を守るよう息子に願う。
ダイアン・グッドマン
トニーの妻にしてケビン・グッドマンの母親。黒人女性。ゴールデンコーラフロリダ支社の元従業員。元労使闘争の闘士であり肝が据わっている。人種差別が盛んな60年代に周囲の猛反対を押し切ってトニーと結婚。妊娠中に転勤となった夫に付き添い中部でKKKのリンチにより黒人男性が殺害されるのを目撃し、未亡人となった彼の妻を支えた。夫の昇進で社長夫人となるが少しも気取ったところがなく、BILLY BATを受け継いだ息子の活躍を見守る。キング牧師の信奉者で彼の思想「I have a dream」（私には夢がある）が息子にも大きな影響を与えた。
2018年、心筋梗塞で倒れ入院生活となる。
ランディ・モモチ
ニューヨークの日系人タクシー運転手。日本名は「百地 金持（ももち きんじ）」。百地三太夫の子孫。ヤマガタ版BILLY BATのファン。妻の作ったビリーのアクセサリを相棒とし、コウモリと交信出来る。妻子と離れて暮らしていたが、ダイアン、トニーとの出会いで勇気を貰い妻と復縁した。ジャッキーからは日本贔屓の変な父親と思われている。
彼の持っていたコウモリとの交信能力は娘と孫娘に受け継がれる。遺影となってバスクの洞窟を訪れた。
ジャッキー・モモチ
コウモリの声が聞こえる日系3世の少女。ランディの娘。ヤマガタ版ビリーを目にして突如としてコウモリの声が聞こえるようになってしまい、コウモリの声に振り回される。JFK暗殺の実行犯である来栖たちを目撃してしまい、組織に追われる窮地をオズワルドに助けられる。ゴールデンコーラの懸賞旅行に当選してヤマガタと共に来日。光森村でデヴィヴィエに囚われるがヤマガタと雑風の活躍で難を逃れる。突如ヤマガタが銃撃され看護のため彼に付き添っていた。
その後アメリカに帰国して結婚。一女をもうけ主婦となるが、亭主は借金を残して失踪。博物館の学芸員として働いている。再びコウモリの声が聞こえるようになり戸惑っていた矢先に山下と再会する。アメリカ同時多発テロを防げなかったことでショックを受けるが、コミック専門店でヤマガタ版BILLY BATを読むうちに同じく失意のグッドマンと再会。作中の台詞である「師匠を探せ」という言葉をヒントに「バスクの洞窟」というヒントをグッドマンに与える。だが、ヤマガタの残したと思われる“その時は近い　急がば回れ”という言葉に洞窟探索を断念する。明智と共にチベットに行くというマギーに反対し、コウモリの声を聞いて行動した過去を語る。マギーがコウモリの声を聞くようになるとグッドマンに娘を救うよう依頼。そして、スーパームーンの晩にバスクの洞窟に向かった。
マギー・モモチ
ジャッキーと別れた夫の間に生まれた娘で日系4世。日本語はそれほど得意ではなく山下の使う関西弁はわからない。ドキュメンタリー映画監督志望で授業で伝説の映画監督となった明智へのインタヴューを課題に出される。明智を訪ねると助手にされてしまい、「黒蝙蝠教団」を追ってチベットに向かう。その途上、コウモリの声を聞くようになる。グッドマン、明智と共に教祖に遭うため洞窟に入り、そこでヤマガタとグッドマンの感動の対面に立ち会う。その後、ヤマガタの命でバスクの洞窟に向かったグッドマンに同行した。
山下
雑風の弟子で関西弁を使うとぼけた少年。少年ながら雑風の逃亡生活を助けて彼の闘いを支える。その後、銃撃により重体に陥ったヤマガタと彼を見守るジャッキーを励ます。
アルバイトとしてビリーランド紀州で働いていたが正社員になると、経営不振に陥ったビリーランドのアトラクションを見直して業績を回復させた。そうした功績から社長に就任するも、突如CEOに就任したケネス・ボーンから退任させられる。部下に惜しまれながら会社を去り、その報告のため訪れていた雑風の墓石に刻まれたコウモリを発見。コウモリに導かれるまま渡米し、ニューヨークで暮らしていたジャッキーと再会を果たす。
アメリカ同時多発テロ事件の発生にもめげず、ボランティアで倒壊現場での作業に従事。その後、グッドマンとジャッキーのスペイン行きにも同行。その後、ケヴィン・ヤマガタを探し当て「黒蝙蝠教団」を組織し、フジぽん太郎の執筆に勤しむヤマガタのマネージャーとして最期まで付き合うことになる。
コウモリとの交信能力はないがコウモリの姿を「影」として目にすることが出来る。その能力で描き手たちを助ける。
コニー・アケチ
日本が誇る特撮映画監督。四角い顔とヘビースモーカーなのが特徴。代表作は『大怪獣ガズラ』。日本名は「明智 小太郎（あけち こたろう）」。国鉄マンで技術者の父親を持つ。父の後輩である下山とも旧知の関係。下山事件とその予行演習だったチャーリー轢断現場を目撃し、事件の真犯人をヤマガタだと思っている。
カルキンエンタープライズからの破格の条件で月に着陸する映画を撮影した。だが、その契約により帰国出来なくなり、実際の月面到達で自身の映像が使われたことに気づく。更にNASAで月のコウモリを目撃してしまったためNSAから監視対象となる。
1981年、売れない映像会社を経営し、1980年代はB級ホラー映画専門の映画監督になっていた。その当時、ケヴィン・グッドマンと出会い、アポロ月着陸に彼の作った偽映像が使われ、月面には巨大なコウモリがあり、その事実を隠蔽するため彼の作成したフィルムが使われたと主張した。
2018年、映画業界では月面着陸の偽映像を作成し流出した映像が「アポロ計画は実在せず人類の月面到達はアメリカの陰謀だった」という都市伝説の根拠とされ、80年代の冴えない活躍も含め伝説の映画監督としてその名を知られる。存命を示唆され、ドキュメンタリー映画監督志望のマギー・モモチが彼のインタヴューを命じられる。『コウモリ大魔王の逆襲』という特撮映画の作成に残りの人生を賭けていたが、マギーを助手にし、チベットで行われている「黒蝙蝠教団」による地上絵が月面のコウモリと酷似していることからマギーと共に調査に向かい、現地でグッドマンと再会。更に教祖として崇められたヤマガタと対面する。グッドマンとモモチ親娘のバスクの洞窟行きにも同行した。その後の消息は不明。
モデルは円谷英二。
モニカ・マウラ / モニカ・グッドマン
ケヴィン・グッドマンのプリンストン大学時代の学友で当時交際していた彼女。その後、環境問題で企業を告発する凄腕弁護士となる。水源とエネルギーを牛耳り、シェールガス採掘で汚染を垂れ流す「カルキン・エンタープライズ」を告訴する。ティミーに命を狙われるがオードリーによって命を救われた。オードリーの依頼で死の床にあるチャック・カルキンとケヴィン・ヤマガタの再会を段取りした。「カルキン・エンタープライズ」に五億五千万ドルの慰謝料を支払わせ、多額の弁護報酬を惜しげもなく汚染被害に苦しむ人たちの救済に使い、BILLY BATの新作を執筆するグッドマンの妻となる。

### コウモリを追う組織の者たち
来栖 清志（くるす きよし）
歴史の闇に暗躍する謎の男。共産主義者の父親を特高警察に殺され、父の仇である刑事に母親を寝取られる。幼少期は「アカ」の子としてイジメに遭い、関東大震災で被災して母親を喪い、世界や人類を憎んだまま成人してコウモリに纏わる組織に身を置くようになる。「下山事件」「JFK暗殺」といった歴史的大事件の陰で暗躍を続けることになる。ソ連の協力で月面に到達し、月にある願いを叶えるコウモリで人生のやり直しと人類の滅亡を目論むものの、グッドマンにシナリオを書き替えられ、願い事をせずに月から見える地球を眺めて死んでいった。
フィニー大尉
GHQ特別検閲官。のちに民間の「ビリーバット歴史研究所」の代表に。凍るような異常な目つきの男。コウモリとそれを感知する者の関係を把握している人物。フロリダビリーランドの地下施設でコウモリを危険な存在として人々の目の届かない闇に封じ込めるべく活動する。その一方、光森村から回収した巻物の解読を進めていた。だが、部下として使っていたジェフリーに銃撃されビリーランド内で死亡する。
モアハウス
スタンフォード大のスターなんとかというプロジェクトに関わる人物。今際の際にあった偽チャックからコウモリ描き手の始末を命じられる。消息を絶ったデヴィヴィエの行っていた模作者狩りを再開。フロリダのビリーランド地下施設で密かに行われた「ビリーバット歴史研究会」の資料と研究内容をフィニーを殺害して奪った。だが、2002年、バスクの洞窟に仕掛けられた罠にかかり研究会のメンバーは彼一人を残して圧死。13年間、病院で治療を受けていた。2015年、病室を訪れたティミーに研究会そのものと資料などを押収された。
ジェフリー
ビリーバット歴史研究所所員。巻物から二つの数列を解き明かす。フィニーを裏切って彼を銃殺した後、モアハウスの下で巻物解析を進める。2002年、バスクの洞窟で圧死。

### コウモリの存在を知る者
ユダ
キリストの弟子。子供の頃よりビリー・バットそっくりな二匹のコウモリが現れて会話している。
預言者
幼少期のユダが出会った預言者。
キリスト
ユダの師匠。ざっくばらんだが聡明な人物。
勘兵衛
戦国時代の伊賀忍者。仲間をも欺く卑劣さと健脚を買われ、百地丹波守からの依頼で巻物の運び手となる。だが巻物を巡ってかつての親友たちと戦う羽目に陥り、知り合った人物が悉く死ぬという悲惨な目に遭う。巻物を危険なものとして封印し、隠棲して亡くなった人々の菩提を弔った。
百地丹波守
伊賀忍者の頭目。織田信長の伊賀侵攻に際して権力者たちの手から巻物を守るべく勘兵衛に託す。
百地三太夫
紀州忍者の頭目で丹波守の息子。父から届く筈の巻物が届かなかったことから徳川幕府に取り入って服部一族が破格の出世を遂げたのに対して、百地一族が衰退したことを恨み、隠棲した勘兵衛を訪ねて巻物の引き渡しを求めるが勘兵衛に取り憑くコウモリの影に怯えて退去した。
フランシスコ・ザビエル
裕福な貴族の息子で「神童」と称される。領内の洞窟を探検中にコウモリの壁画を発見し啓示を受ける。バスク地方出身のイエズス会の宣教師で実在の人物。コウモリから啓示を受け、インドよりも更に東に赴く。日本での宣教の後、明国にて病没。
耳須 弥次郎（ヤジロウ）
勘兵衛の窮地を救った謎の老人。その正体はザビエルの弟子にして伊賀の忍。自身を洗礼させたザビエルの最期を見届けることなく巻物を奪って日本に持ち込んだが、そのことを深く後悔するようになる。勘兵衛を追ってきた伊賀忍者たちとの闘いで戦死する。
二代目服部半蔵
伊賀忍者の頭目の1人。巻物ではなく写本で満足してそれを利用して主を天下人に押し上げる。
アルバート・アインシュタイン
　天才物理学者。コウモリが見える一人。来日の際に雑風からコウモリについて質問され、全てのパラレルワールドが滅亡し、現在も残っているのは地球だけだと宣告する。未来改変の危険性を説き雑風に過去に戻って両親を殺害すると脅す。雑風の描いたコウモリの絵を肌身離さず持つ。1930年代にヒトラーと出会い彼とコウモリについて語らっている。
ゲイリー・エドガー・デヴィヴェエ
ヘンリー・チャールズ・デヴィヴィエの父親。ロス市警の刑事。日系人連続殺害事件の捜査中にシシーと出会う。表向きは知日家だが裏の顔は幼少期のトラウマから日系人を殺し続ける日系人連続殺害事件の犯人。
シシー・デヴィヴィエ
ロスアンゼルスの貧しい花売り娘。
アドルフ・ヒトラー
ドイツの政治家、国家元首で総統。コウモリが見える一人。ユダヤ人捕虜の少尉として捕らえられていた偽チャック・カルキンに自分の描いた作品と偽パスポートを渡し、この絵を広く世間に広めるようにとビリーの絵を渡した後、史実通りの最期を遂げる。
最愛の姪を亡くしたショックで過去を書き替えるため巻物の入手を目論む。
チャーリー・イシヅカ
ケヴィンの友人の日系アメリカ人。日本姓は「石塚」。GHQの民間運輸局に所属し、国鉄の下山総裁の通訳を行っている。後に謀殺され、ケヴィンに疑いがかかる。
シズコ
心優しい娼婦。ケヴィンと親交を持つようになるが、後に謀殺される。
下山定則
国鉄の初代総裁。従業員の大量解雇という難しい舵取りを任せられ苦悩していたが、三越デパートに立ち寄ったのを最後に足取りが途絶え、後日何者かに殺されて轢断死体となった状態で発見される。国鉄の保有する和歌山県の土地を巡って来栖から脅迫を受けていたが、コウモリの伝承を知っていたため拒否したことで殺害された。
白洲次郎
実業家。来栖とは顔なじみの関係で彼の被る帽子は白州のプレゼントしたもの。
リー・ハーヴェイ・オズワルド
孤独がちで思慮深くナイーブな青年。"英雄"としてなにかを成し遂げたいという強い使命感を抱いている。
マリーナ・オズワルド
オズワルドがソ連亡命中に結婚したロシア人女性。
ジョン・F・ケネディ
アメリカ合衆国第35代大統領。アイルランド系移民の子孫
エドウィン・ウォーカー
元少将。右翼的傾向の強い人物
バーナード・ピアーズ
退役軍人。ニュージャージー州軍を裏で束ねる州の大物。月に到達可能なロケットを開発し、来栖の手引きでソ連に密輸した。

## 書誌情報
- 浦沢直樹 『BILLY BAT』講談社〈モーニングKC〉、全20巻
  1. 2009年6月23日発売 ISBN 978-4-06-372812-5
  2. 2009年11月20日発売 ISBN 978-4-06-372853-8
  3. 2010年3月23日発売 ISBN 978-4-06-372888-0
  4. 2010年7月23日発売 ISBN 978-4-06-372922-1
  5. 2010年11月22日発売 ISBN 978-4-06-372955-9
  6. 2011年5月23日発売 ISBN 978-4-06-387001-5
  7. 2011年7月22日発売 ISBN 978-4-06-387037-4
  8. 2012年2月23日発売 ISBN 978-4-06-387078-7
  9. 2012年5月23日発売 ISBN 978-4-06-387109-8
  10. 2012年9月21日発売 ISBN 978-4-06-387141-8
  11. 2013年3月22日発売 ISBN 978-4-06-387196-8
  12. 2013年8月23日発売 ISBN 978-4-06-387230-9
  13. 2013年11月22日発売 ISBN 978-4-06-387272-9
  14. 2014年4月23日発売 ISBN 978-4-06-388326-8
  15. 2014年9月22日発売 ISBN 978-4-06-388360-2
  16. 2015年3月23日発売 ISBN 978-4-06-388427-2
  17. 2015年8月21日発売 ISBN 978-4-06-388487-6
  18. 2015年12月22日発売 ISBN 978-4-06-388548-4
  19. 2016年6月23日発売 ISBN 978-4-06-388609-2
  20. 2016年9月23日発売 ISBN 978-4-06-388643-6